# 카르바믹산
아미노포름산 또는 아미노카르복실산이라고도 할 수 있는 카르바믹산은 화학식 H2NCOOH를 갖는 화합물이다. 매우 낮은 온도에서 암모니아(NH3)와 이산화탄소(CO2)의 반응에 의해 얻어질 수 있으며 이는 또한 암모늄 카바메이트[NH4] + [NH2CO2] −를 생성한다. 화합물은 약 250K(-23°C)까지만 안정적이다. 더 높은 온도에서는 이 두개의 기체로 분해된다. 고체는 분명히 이합체화로 구성되어 있으며 두분자는 두 카르복실 그룹 -COOH 사이의 수소 결합으로 연결되어 있다. 카르바믹산은 아민과 카복실산으로 볼 수 있으며따라서 아미노산으로 볼 수 있다. 그러나 카르복실기 -COOH가 질소로 이뤄진 원자에 직접 부착되면(중간 탄소 사슬이 없다.) 중간 탄소 사슬을 가진 아미노산과 매우 다르게 거동힌다. (글라이신 NH2CH2COOH는 일반적으로 가장 단순한 아미노산으로 간주된다.) 탄소에 부착된 하이드록실기 -OH는 또한 탄소를 아마이드 부류에서 제외한다. "카르밤산"이라는 용어는 RR'NCOOH 형태의 모든 화합물에 대해 일반적으로 사용되며 여기서 R 및 R'은 유기 화합물의 작용기 또는 수소이다. 카르바믹산의 탈양성자화는 카르바메이트 음이온 RR'NCOO−를 생성하며 이의 염은 비교적 안정적일 수 있다. 카바메이트는 메틸 카바메이트 H2N−C (= O) −OCH3와 같은 카르 바민 산의 에스터에 사용되는 용어이기도 하다. 카르바모일 작용기 RR'N-C(=O)– (종종 Cbm으로 표시)는 카르복실의 OH 부분을 뺀 카르바민산 분자이다.

## 같이 보기
- 유기화학
- 유기 화합물